# Devario coxi
Devario coxi ist ein Bärbling der Gattung Devario. Er wurde erst 2017 beschrieben und lebt in Bächen im Distrikt Cox’s Bazar, südlich und östlich der Stadt Cox’s Bazar im Südosten von Bangladesch.

## Beschreibung
Devario coxi ist mit einer Standardlänge adulter Tiere von 62 bis 72 Millimeter eine mittelgroße Art der Gattung Devario. Die Körper sind langgestreckt und seitlich stark abgeflacht mit einer vollständigen Seitenlinie. Die weiblichen Tiere haben einen etwas höheren Körperbau als die männlichen. Die Grundfarbe ist bei konservierten Exemplaren ein gelbliches Weiß, der Rücken ist blass braun gefärbt. Die Lebendfärbung ist ein stahlblauer Rücken mit blassblauen, grünlich blauen oder grünen Längsstreifen, dazwischen gelb. Brust und Bauch sind weiß. Die mittleren Strahlen der Schwanzflosse sind graugrün, die beiden Lappen ober- und unterhalb rot. Hinter dem Kiemendeckel ist ein auffälliger hochovaler dunkler Schulterfleck, dahinter zwei hellere gebogene Querstreifen. Über vier Fünftel des Körpers ziehen sich drei dunkle Längsstreifen bis zum Schwanzflossenstiel.
In der Seitenlinienreihe befinden sich 31 bis 33 Schuppen, in der Querreihe 10 bis 11 und rund um den Schwanzflossenstiel 14 Schuppen. Rücken- und Afterflosse sind lang ausgezogen mit abgerundeten Spitzen. Ihre längsten Strahlen reichen bis zum Schwanzflossenstiel. Die Schwanzflosse ist gegabelt, beide Lappen haben abgerundete Enden. Die Brustflossen sind abgerundet, sie reichen bis zum Ansatz der Bauchflossen. Die Bauchflossen sind verlängert aber nicht spitz zulaufend und enden vor der Afterflosse.
Flossenformel
Dorsale III/11½–12½, Anale III/11½–14½, Ventrale I/7, Pectorale I/11–12.
Devario coxi kann von allen anderen Arten der Gattung Devario durch sein einzigartiges Zeichnungsmuster unterschieden werden. Vom Malabarbärbling (Devario aequipinnatus) unterscheidet er sich durch die jeweils leicht größere Zahl der Rückenflossenstrahlen und Schuppen um den Schwanzwurzelstiel sowie durch den etwas höheren Körperbau.

## Verbreitung
Der Typenfundort ist der zum Golf von Bengalen fließende Majerchora, etwa zehn Kilometer südlich von Cox’s Bazar (21° 23′ 45″ N, 92° 1′ 29,9″ O). Ein weiterer Fundort ist ein kleiner Zufluss des Matamuhuri im Distrikt Bandarban (21° 40′ 0″ N, 92° 18′ 0″ O).

## Systematik und Taxonomie
Devario coxi ist eine von mehr als 40 Arten der Gattung Devario Heckel, 1843, die mit Danio, Microrasbora und mehreren anderen Gattungen die Unterfamilie Danioninae in der Familie Bärblinge (Danionidae) bildet. Von den Arten der Gattung Devario sind vier in Bangladesch nachgewiesen: Devario devario mit im ganzen Land verteilten Fundorten, Devario aequipinnatus dessen Verbreitung in Bangladesch auf den Norden der Division Chittagong begrenzt ist, der aber auch im Nordosten Indiens vorkommt, Devario coxi und der 2009 beschriebene Devario anomalus mit Fundorten im Distrikt Cox’s Bazar und im Distrikt Bandarban. Devario coxi bildet mit dem auch morphologisch ähnlichen Devario aequipinnatus eine Klade, deren Schwestertaxon Devario deruptotalea ist.
Der Holotyp ist ein im Mai 2015 gefangenes adultes männliches Exemplar von 63,8 Millimeter Standardlänge. Er befindet sich mit einem Paratypen in der Sammlung der University of Dhaka. Zwei Paratypen werden in der Sammlung der California Academy of Sciences in San Francisco aufbewahrt und drei im Naturhistoriska riksmuseet in Stockholm. Für den Artnamen coxi gaben die Autoren der Erstbeschreibung drei mögliche Deutungen:
- bezogen auf den Typenfundort Cox’s Bazar;
- als Anspielung auf die Gensequenz COXI oder MT-CO1, die zur Identifizierung der Art diente;
- zu Ehren von Hiram Cox (1760–1799), einem britischen Offizier, Diplomaten und Mitglied der Asiatic Society, nach dem Cox’s Bazar benannt wurde.